# Тамойкин, Пётр Алексеевич
Пётр Алексе́евич Тамо́йкин (1916, дер. Бутырки (ныне в черте города Солнечногорска), Клинский уезд, Московская губерния, Российская империя — 8 июля 1943, Белгород, РСФСР, СССР) — военный лётчик, заместитель командира эскадрильи 95-го гвардейского штурмового авиационного полка 5-й гвардейской штурмовой авиационной дивизии 1-го смешанного авиационного корпуса 17-й воздушной армии, гвардии младший лейтенант.

## Биография
Родом Пётр Тамойкин с окраины Солнечногорска, деревни Бутырки (ныне улица Бутырская в Солнечногорске). Точная дата его рождения неизвестна, известен лишь год — 1916.
Рос Пётр в большой семье из 12 человек. Вместе с родителями работал в поле. Мечтал о небе.
Окончил начальную школу, затем школу ФЗО, стал работать слесарем на заводе. Вечерами Пётр учился в аэроклубе. Большим счастьем для себя считал подняться в небо на самолете У-2.
В 1937 году Тамойкин вступил в ВЛКСМ. В 1938 поступил в Качинскую высшую авиационную школу в Севастополе по окончании которой, в октябре 1942 года, получил воинское звание младший лейтенант и был направлен на фронт.
Пётр Тамойкин сражался на Юго-Западном фронте под Сталинградом и на Дону. К 1943 году на фронте погибли его отец и два брата.
На счету самого Петра Тамойкина к тому времени — 17 боевых вылетов. В результате бомбардировочно-штурмовых ударов по мотомеханическим частям, живой силе и аэродромам противника, уничтожил: 2 танка, 28 автомашин, 3 самолёта, 14 повозок, уничтожил 86 солдат и офицеров противника.
В большинстве случаев боевые задания Тамойкин выполнял в качестве ведущего. В бою был смел и решителен, своим примером увлекал ведомых лётчиков на отличное выполнение боевых заданий. Несмотря на метеоусловия, задания выполнял всегда на отлично. Пользовался заслуженным авторитетом в среде лётчиков, после возвращения с боевых заданий всегда обменивался боевым опытом с лётным составом.
18 июня 1943 года, шестёрка самолетов Ил-2, которую как обычно вёл гвардии лейтенант Пётр Тамойкин, получила задание уничтожить технику противника в пригороде Белгорода. На подлёте к цели самолёт Тамойкина (борт. № 7030) был подбит. Под плотным огнём зенитных орудий Тамойкин направил горящую машину на колонну немецких танков и бронемашин, нанеся тем самым серьёзный урон врагу. Лётчик погиб. Вместе с ним погиб его стрелок-радист, 22-летний младший сержант Павел Сабуров.
| Из архива ЦАМО РФ (фонд 5 гшад, опись 1, дело 13, лл.37-37об, Оперативные сводки 1943 г.): «Оперсводка штаб 5 гшап 8.7.1943 к 23.00: …95 гшап 8.7.43 бомбардировочно-штурмовыми действиями группы из 6 самолетов Ил-2 под прикрытием истребителей 288 иад с высот 700—100 мет. уничтожал скопления танков, автомашин и живую силу в пунктах и районах: Ястребово, Беловская, Разумное. …Свои потери: Сбит огнем ЗА противника в районе цели зам. командира АЭ Гвардии лейтенант Тамайкин, воздушный стрелок Гвардии мл. сержант Сабуров, самолет Ил-2 № 7030.» |

## Награды
- Орден Отечественной войны II степени (1943)[2]

## Память
- В 1984 году[3], в честь лётчика гвардии лейтенанта Петра Тамойкина, была названа одна из улиц микрорайона Рекинцо города Солнечногорска[4].